# Galium scopulorum
Galium scopulorum är en måreväxtart som beskrevs av Schönb.-tem.. Galium scopulorum ingår i släktet måror, och familjen måreväxter. Inga underarter finns listade i Catalogue of Life.